# Kirche Pelsin

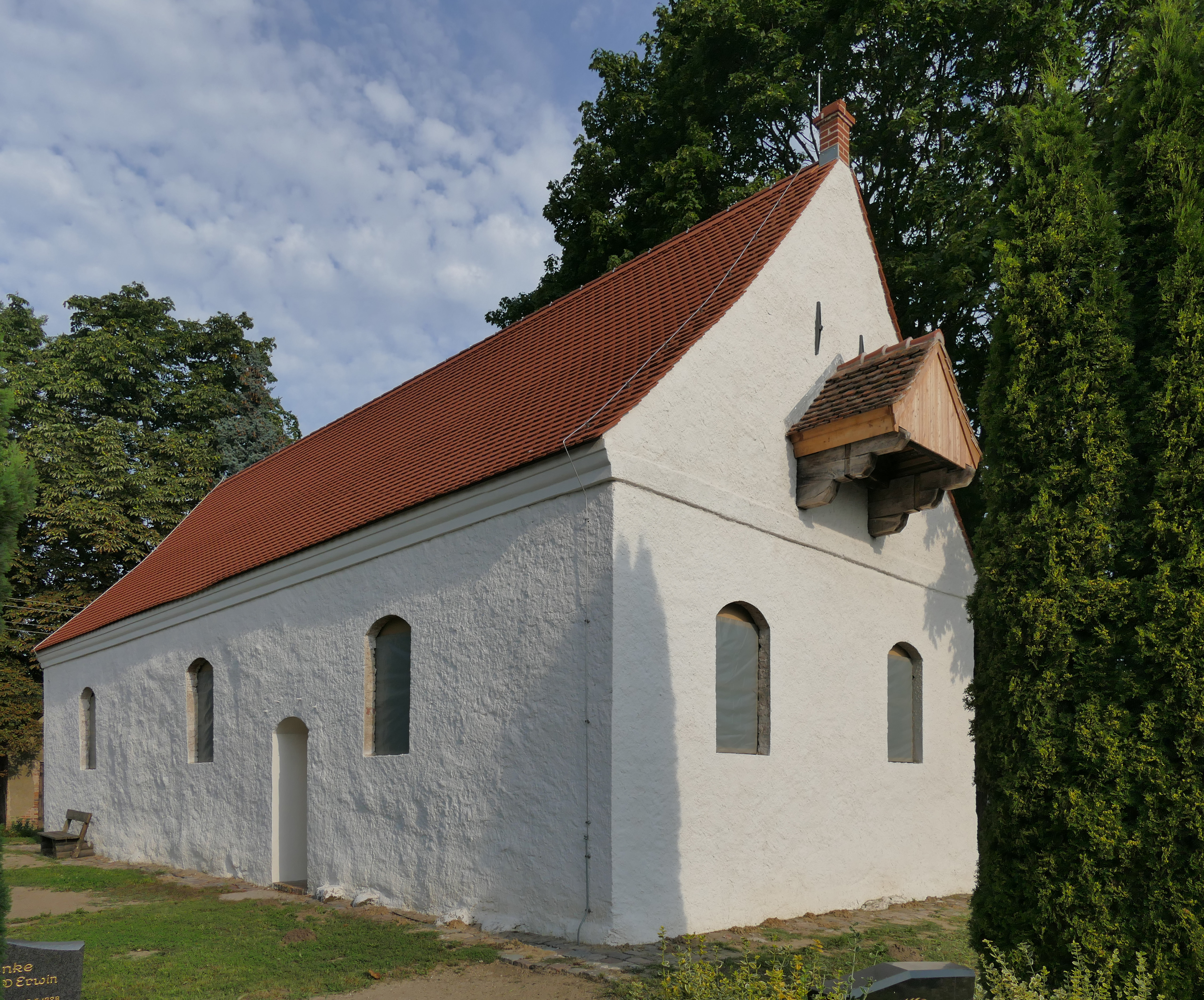
Kirche Pelsin (2015)

Die evangelische Kirche Pelsin ist ein Kirchengebäude in Pelsin, einem Ortsteil der Stadt Anklam im Landkreis Vorpommern-Greifswald in Mecklenburg-Vorpommern. Sie gehört zur Kirchengemeinde Anklam der Propstei Pasewalk im Kirchenkreis Pommern der Evangelisch-Lutherischen Kirche in Norddeutschland.

## Lage
Die Gemarkung von Pelsin erstreckt sich in Nord-Süd-Richtung entlang der Bundesstraße 197, die als Dorfstraße durch den Ort verläuft. Etwa in ihrer Mitte steht das Bauwerk westlich der Straße auf einem Grundstück, das mit einer Mauer aus rötlichem Backstein eingefriedet ist.

## Geschichte
Die Kirche stammt aus dem 15. Jahrhundert. Vor der Einführung der Reformation im Herzogtum Pommern war sie Filialkirche der Anklamer Marienkirche, danach übernahmen zunächst die Pastoren von Blesewitz bzw. Teterin die örtliche Seelsorge. Der Generalsuperintendent Jacob Runge ordnete die Kirche 1560 mit Zustimmung des Anklamer Rates und des Pastors der Marienkirche der Bargischower Kirche zu. Vermutlich im 18. Jahrhundert wurden die Fenster sowie das West- und Südportal barock überformt. Im 19. Jahrhundert restaurierte die Kirchengemeinde den Bau. Im Zweiten Weltkrieg wurde der Innenraum 1945 weitgehend zerstört. Im November 2012 musste der Sakralbau wegen schlechten baulichen Zustands aufgrund von Hausschwammbefall gesperrt werden. 2014 wurden das Dach und der Westgiebel saniert. Die Kirche wurde 2015 trockengelegt und die Decke saniert.

## Baubeschreibung
Die heute verputzte Kirche wurde aus Feldstein mit einem rechteckigen Grundriss errichtet. Der Chor ist gerade und nicht eingezogen. An der östlichen Wand sind zwei kleine, segmentbogenförmige Fenster. Darüber ist ein verputztes Band sowie der Giebel mit einer Auskragung. Sie trägt eine Glocke mit einem darüberliegenden Satteldach.
Die nördliche und südliche Wand des Kirchenschiffs ist weitgehend symmetrisch aufgebaut. Über die Fassade wurden je drei ebenfalls segmentbogenförmige Fenster verbaut. An der Südseite ist zwischen dem mittleren und dem östlich gelegenen Fenster eine Pforte.
Eine weitere Pforte – als einzige Öffnung – gleicher Bauart ist an der westlichen Seite des Kirchenschiffs.

## Ausstattung

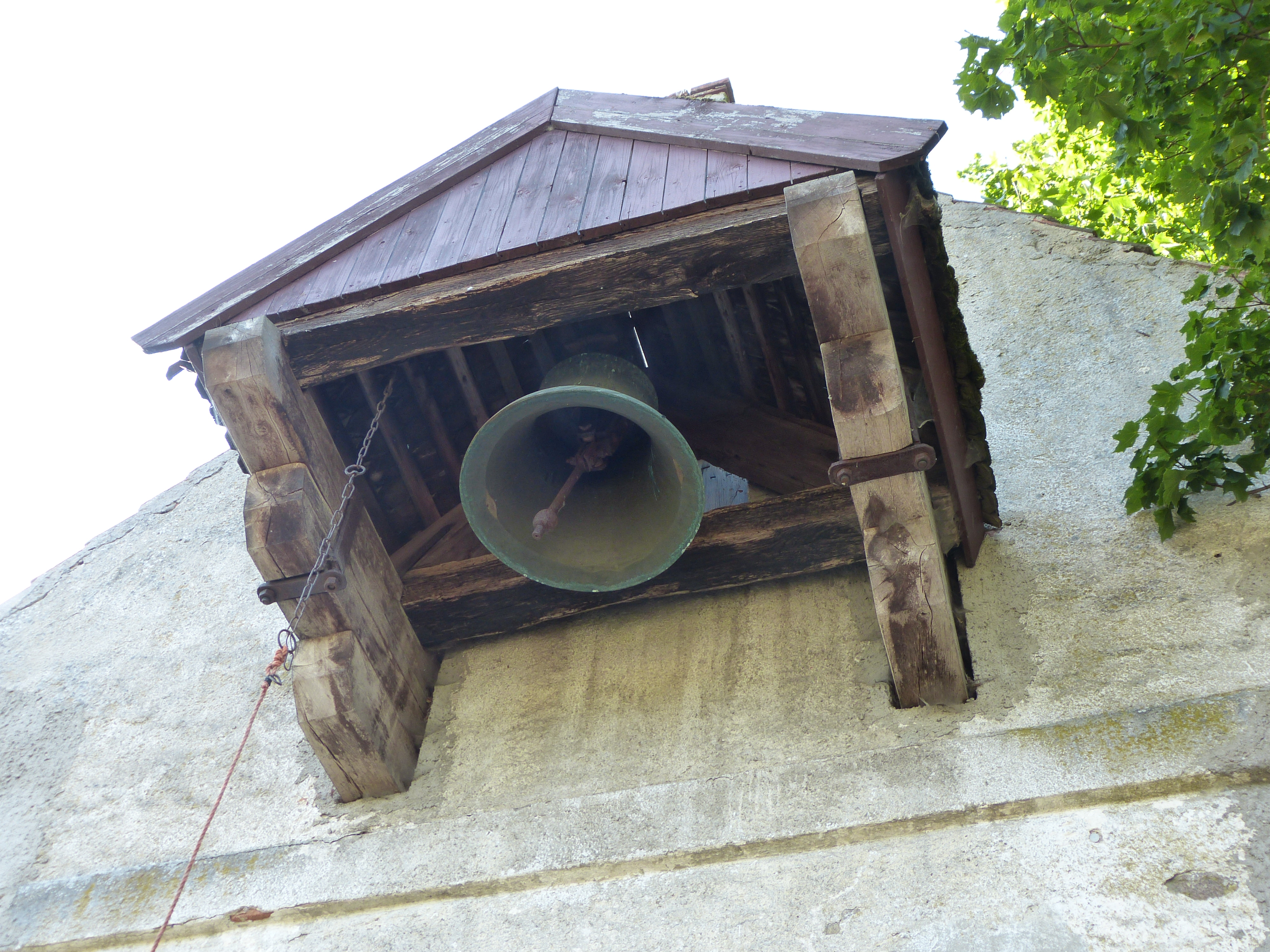
Kirchenglocke (2012)

Der polygonale Kanzelkorb befindet sich über dem gemauerten Altar aus dem 17. Jahrhundert. Er wurde im 19. Jahrhundert verändert. Er hat kannelierte Säulen und eine aufgelegte Kleeblattbogenarkatur. Das Altargehege wurde um 1877 mit Brüstungsfeldern erbaut, die mit durchbrochenem Dreischneuß und Dreiblättern verziert sind. Ebenfalls um 1877 wurde das Kirchengestühl getischlert. Die Westempore auf Rundstützen stammt aus dem 18. Jahrhundert und wurde im 19. Jahrhundert verändert. Von der Orgel ist nur der neugotische Prospekt erhalten.
Das Innere der Saalkirche ist flachgedeckt. Gemalte Akanthusranken umrahmen die Fenster.
Das Geläut besteht aus einer undatierten Glocke, die an einer am Ostgiebel angebrachten hölzernen Auskragung mit Satteldach befestigt ist.